# Visz
Visz (középkorban: Wysch) község Somogy vármegyében, a Fonyódi járásban.

## Fekvése
Balatonlellén és Látrányon keresztül a régi 67-es úton letérve lehet eljutni a településre (10 km), illetve az M7-es autópályáról az új 67-es gyorsforgalmi úton Kaposvár irányában lehet elérni a községet (9 km). Központján csak az Andocs-Látrány közt húzódó, a 6505-ös és 6713-as utakat összekötő 6514-es út halad végig.
Erdős dombok, szőlő- és gyümölcsültetvények veszik körül. A Balatonra érkező turisták szívesen kirándulnak a Balatonlellétől mintegy 10 kilométerre délre fekvő településre, amely a Balatonboglári borvidék részét képezi.

## Története
A község neve először 1229-ben Wysch alakban fordult elő, a székesfehérvári káptalan birtokaként. Az 1332-1337. évi pápai tizedjegyzék szerint plébániája is volt. 1348-ban a Gordovai Fancs család birtokolta, 1536-ban újra a székesfehérvári káptalan birtokjegyzékében található, de az itteni plébános és Fánchy Ferenc is birtokosként szerepel. A török megszállás idején a település elnéptelenedett. Az eredeti falutól délebbre, a mai helyén építették újjá. 1726-ban a Rendesi Bárány családé. 1773-tól a család ezek örökösei és Jankovich Antal özvegye a tulajdonos. A 19. század első felében a Palocsay és a Szalay családnak is volt itt birtoka. A visziek állattenyésztéssel, földműveléssel foglalkoztak, de jellemző volt a fazekasság is, több egykori égetőkemence nyomaira bukkantak a földmunkák során.
A két világháború áldozatainak névsorát márványtábla örökíti meg a haranglábon. A település 1945 után gyors fejlődésnek indult. A falu lakóinak többsége a környékben alakult állami gazdaságokban talált munkát. Az 1955-ben létrejött termelőszövetkezet 624 katasztrális holdon gazdálkodott. 1971-ben egyesült a látrányi szövetkezettel. 1972-ig általános iskola is volt a faluban, ám azóta iskolabusz viszi az iskolásokat és az óvodásokat Látrányba. A buszközlekedés jó, napi 16 járat van Karád, Balatonlelle és Kaposvár felé.

## Közélete

### Polgármesterei
- 1990–1994: Hujder Ferenc (független)[4]
- 1994–1998: Hujder Ferenc (független)[5]
- 1998–2002: Hujder Ferenc (Fidesz)[6]
- 2002–2006: Hujder Ferenc (független)[7]
- 2006–2010: Szücs Attila Gábor (független)[8]
- 2010–2014: Szücs Attila Gábor (független)[9]
- 2014–2019: Szücs Attila Gábor (független)[10]
- 2019–2024: Szücs Attila Gábor (független)[11]
- 2024– : Pulai Jánosné (független)[1]

## Népesség
A település népességének változása:
| Lakosok száma | 213  | 214  | 202  | 184  | 155  | 156  | 157  |
|               | 2013 | 2014 | 2015 | 2021 | 2022 | 2023 | 2024 |

A 2011-es népszámlálás során a lakosok 89,3%-a magyarnak, 3% németnek, 2,5% cigánynak, 0,5% románnak mondta magát (9,1% nem nyilatkozott; a kettős identitások miatt a végösszeg nagyobb lehet 100%-nál). A vallási megoszlás a következő volt: római katolikus 67,5%, református 5,6%, evangélikus 0,5%, felekezeten kívüli 4,6% (21,8% nem nyilatkozott).
2022-ben a lakosság 89%-a vallotta magát magyarnak, 1,9% németnek, 0,6% cigánynak, 0,6% egyéb, nem hazai nemzetiségűnek (9,7% nem nyilatkozott; a kettős identitások miatt a végösszeg nagyobb lehet 100%-nál). Vallásuk szerint 47,1% volt római katolikus, 2,6% református, 2,6% evangélikus, 3,2% egyéb keresztény, 0,6% egyéb katolikus, 13,5% felekezeten kívüli (30,3% nem válaszolt).

## Nevezetességei
- Viszi csárda
- Visz-Csacsifarm